# 야나이 유메나
야나이 유메나(일본어: 箭内夢菜, 2000년 6월 21일~)는 일본의 배우, 모델이다.